# 2º Corpo della Guardia Nazionale "Chartija"
Il 2º Corpo della Guardia Nazionale "Chartija" (in ucraino 2-й корпус Національної Гвардії «Хартія»?, 2-j korpus Nacional'noï Hvardiï «Chartija», unità militare 4125) è un corpo d'armata della Guardia Nazionale dell'Ucraina di stanza a Charkiv.

## Storia
Il 15 aprile 2025 è stato reso noto che, in seguito alla riforma delle Forze armate ucraine che ha portato alla creazione dei comandi intermedi di corpo d'armata, la Guardia nazionale ucraina ha costituito due corpi. Sulla base della 13ª Brigata operativa "Chartija" è stato costituito il 2º Corpo d'armata "Chartija" della Guardia Nazionale, il quale comprende la 13ª Brigata stessa, la Brigata "Rubiž", la Brigata "Spartan", la Brigata "Raid" e la Brigata "Slov"jans'k". Il comandante della 13ª Brigata, colonnello Ihor Oboljens'kyj, è stato nominato al comando del nuovo corpo d'armata.

## Struttura
- Comando di corpo d'armata[3]
- 3ª Brigata operativa "Colonnello Petro Bolbočan"
- 4ª Brigata di reazione rapida "Rubiž"
- 13ª Brigata operativa "Chartija"
- 17ª Brigata della Guardia Nazionale "Poltava"
- 18ª Brigata della Guardia Nazionale "Slov"jans'k"
- Battaglione contraereo
- Battaglione logistico